# Kaługa (przystanek kolejowy)
Kaługa – zamknięty przystanek osobowy a dawniej stacja kolejowa w Kałudze na linii kolejowej nr 251, w powiecie brodnickim, w województwie kujawsko-pomorskim, w Polsce.